# فوزیه ناصریار
فوزیه ناصریار (زاده ۱۳۴۹ ولسوالی گلدره ولایت کابل) سیاستمدار افغانستان و نماینده مردم ولایت کابل در دوره شانزدهم مجلس نمایندگان است. وی در مجلس شانزدهم نمایندگان افغانستان عضو کمیسیون اقتصاد ملی می‌باشد.

## زندگی‌نامه
فوزیه ناصریار زاده ۱۳۴۹ از ولسوالی گلدره ولایت کابل می‌باشد. تحصیلات متوسطه خود را در لیسه/دبیرستان عایشه درانی در سال ۱۳۶۲ به پایان رسانید و در سال ۱۳۷۰ لیسانس ژورنالیسم را از دانشگاه کابل کسب کرد.

## دیگر فعالیت‌ها
دیگر فعالیت‌های ایشان:
- ۲۰ سال تجربه در شرکت افسوتر و شرکت هوایی آریانا